# Carina Wallert

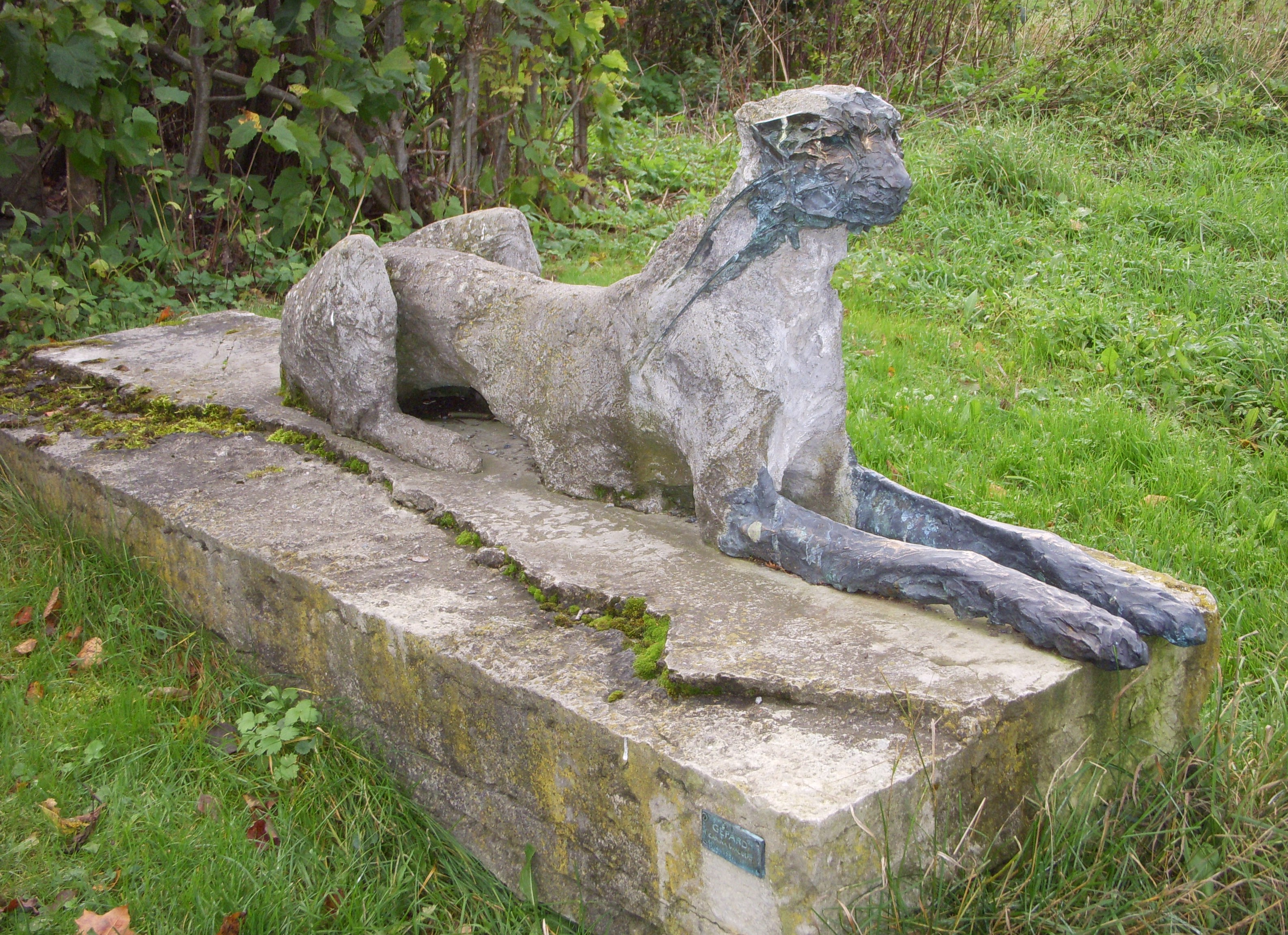
Gepard i Ulriksdals slottspark (1991).

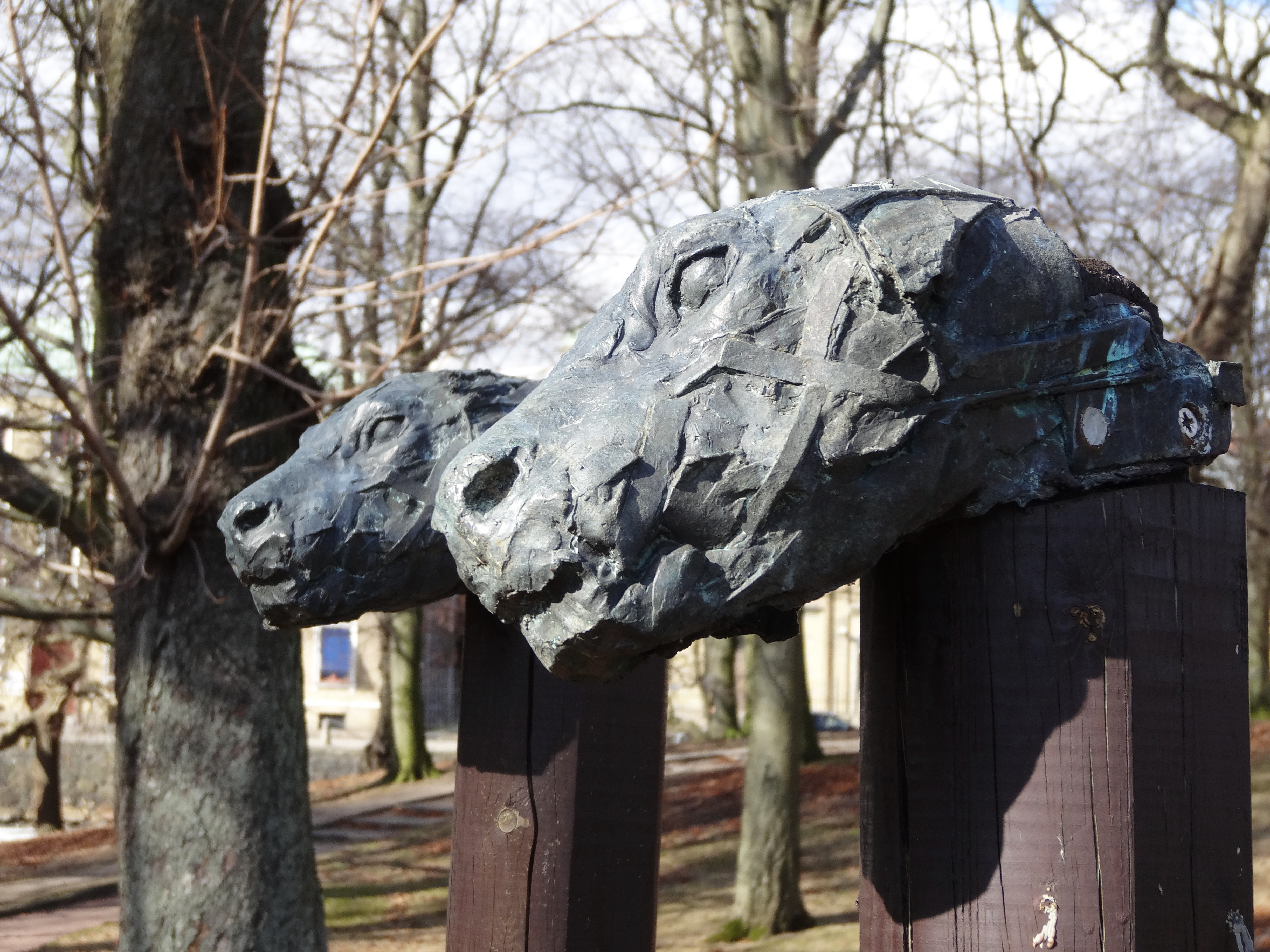
Totem på Trädgårdsföreningen i Göteborg (1995).

Carina Sigrid Maria Wallert, född 2 december 1952 i Stockholm, död 8 maj 2013 i Solna, var en svensk konstnär.
Wallert, som var dotter till ingenjör Göran Wallert och lönekontorist Doris Svensson, studerade vid Kungliga Konsthögskolan 1972–1978. Hon tilldelades Kungliga Konstakademiens stipendium 1978, 1979 och 1985, Solna kulturstipendium 1986 och Ester Lindahls stipendium 1994. Hon bedrev konstnärlig verksamhet från 1978 och var skulpturlärare på Nyckelviksskolan 1980. Hon höll utställningen Ung generation på Kulturhuset och i Stockholms förorter (1979), separatutställning i Täby 1983, utförde konstnärliga utsmyckningar på Bergaskolan i Åkersberga (emalj, 1983 och 1984), på Sankt Görans sjukhus (emalj och brons, 1985), höll separatutställningar i Stockholm 1985 och Göteborg 1986, samlingsutställning på Liljevalchs-Kulturhuset 1986 och Riksutställningar 1985–1986. Hon tilldelades uppdrag för Riksbyggen i Bergshamra (trä, emalj och betong) och Kristinebergs T-banestation (brons och betong).